# Bitter kotteskivling
Bitter kotteskivling (Strobilurus tenacellus) är en svampart som först beskrevs av Christiaan Hendrik Persoon, och fick sitt nu gällande namn av Rolf Singer 1962. Bitter kotteskivling ingår i släktet Strobilurus och familjen Physalacriaceae.  Arten är reproducerande i Sverige. Inga underarter finns listade i Catalogue of Life.
I svampen bildas ett ämne (Strobilurin) som kan användas som bekämpningsmedel mot andra svampar och insekter. Ämnet är inte skadligt för växter och däggdjur.

## Externa länkar

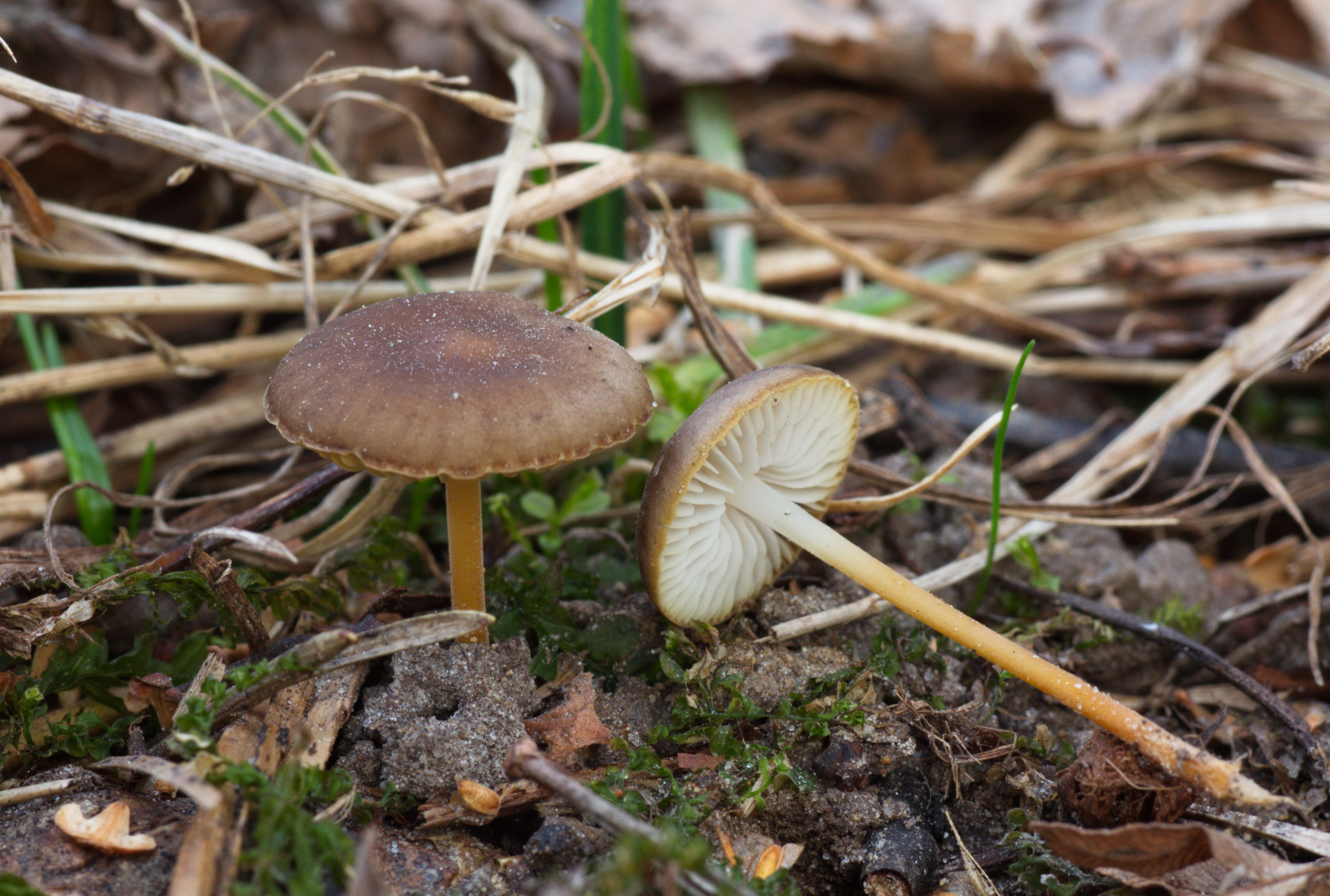
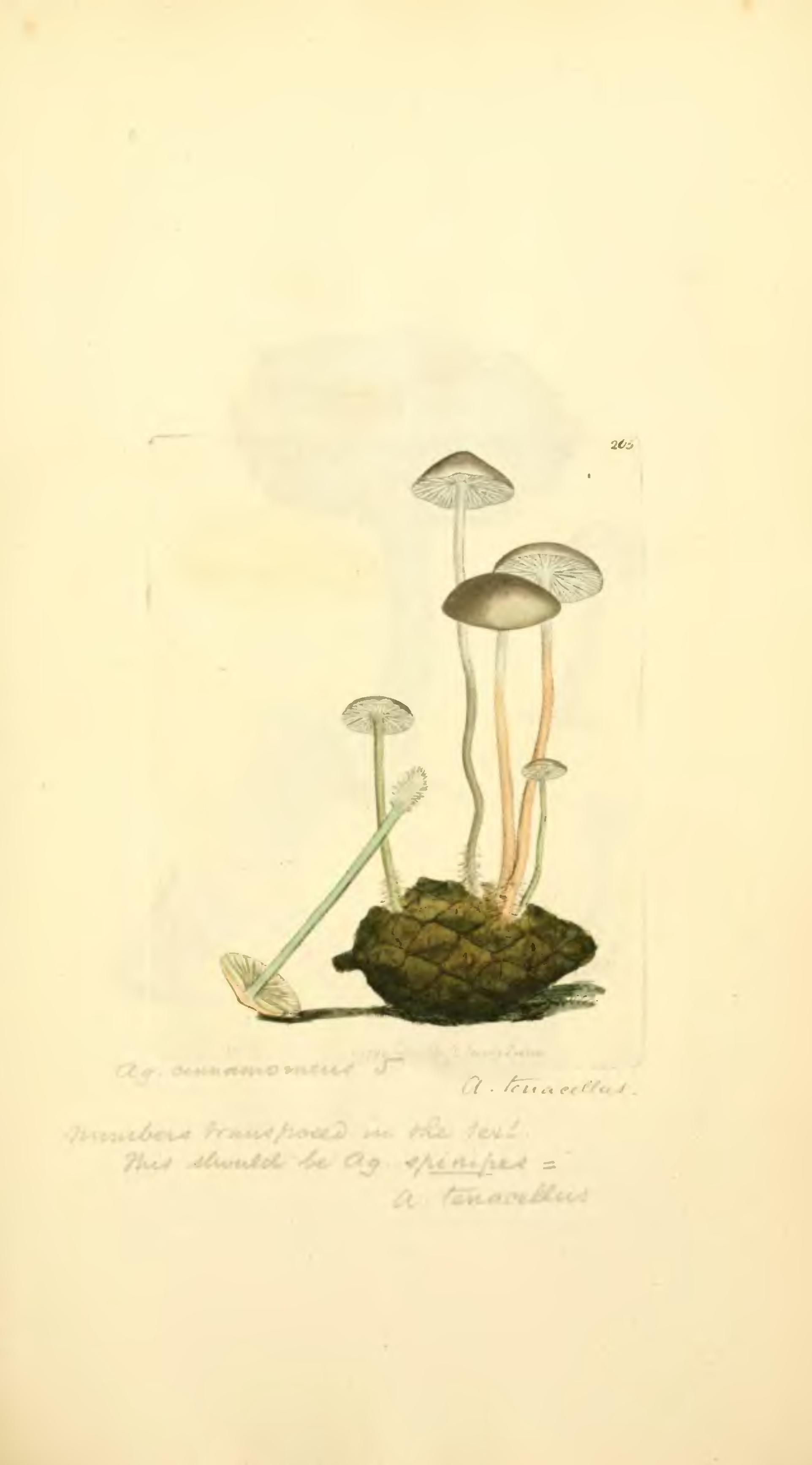